# Panhardstang

Panhardstang

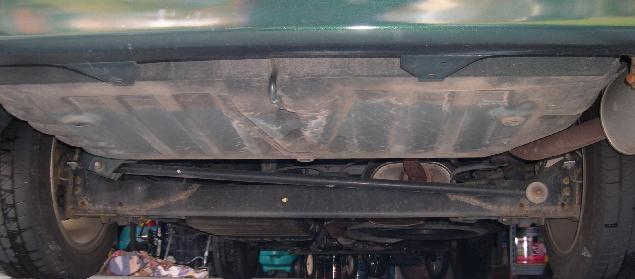
Starre achteras met Panhardstang onder een Mazda MPV (2002)

Een panhardstang is een stang die de positie van een starre as onder een voertuig in dwarsrichting fixeert. In de langsrichting wordt een starre achteras door de geleidearmen (of bijvoorbeeld de bladveren) in een bepaalde positie gehouden. Door de panhardstang worden voertuigbewegingen overgebracht op de achteras, waardoor de carrosserie en starre as ten opzichte van elkaar bewegen tijdens het in- en uitveren.
Het voordeel van de panhardstang is de eenvoud. Een groot nadeel is dat de as noodzakelijk moet bewegen in een boog ten opzichte van het chassis, met een gelijke straal als de lengte van de panhardstang. Als de stang te kort is, zal er buitensporige zijwaartse beweging zijn tussen het chassis en de as aan de uiteinden van de hoofdveerverplaatsing.
Daarom is de Panhardstang minder wenselijk op kleinere auto’s dan op grotere. Een veringsontwerp dat vergelijkbaar is maar die de zijwaartse component van de verticale asverplaatsing fors vermindert is de Watt’s verbinding.